# احمدآباد (خداآفرین)
احمدآباد یکی از روستاهای استان آذربایجان شرقی است که در دهستان دیزمار شرقی بخش منجوان شهرستان خداآفرین واقع شده‌است. بر پایه آخرین سرشماری در سال ۱۳۹۰ این روستا دارای چهل خانوار و جمعیت آن ۱۶۷ نفر بود.